# سینمای دفاع مقدس
سینمای دفاع مقدس بخشی از فیلم‌های سینمای ایران را در بر می‌گیرد که پس از انقلاب ۱۳۵۷ ایران و با رخداد جنگ با عراق، از سال ۱۳۶۰ پدیدار شدند. «دفاع مقدس» اصطلاحی است که از سوی رسانه‌های درون ایران در مورد جنگ ایران و عراق به کار می‌رود. این نام یا «هشت سال دفاع مقدس» اشاره به مجموعه فعالیت‌های نظامی، فرهنگی، اقتصادی و اجتماعی انجام شده در ایران در طول هشت سال جنگ ایران و عراق می‌کند.

## دهه ۶۰

#### آغاز
در همان سال‌های نخستین، دو فیلم به نام مرز در سال ۱۳۶۰ و برزخی‌ها در سال ۱۳۶۱ ساخته شدند.
بسیاری از سینماگران، سینما را با جنگ تجربه کردند و فیلم‌هایی که در بستر جنگ ساخته شده هیجان و حادثه را با حالات عرفانی و عدالت طلبی افراد را در بطن جنگ پیوند می‌زند که می‌توان به فیلم‌های
- نینوا (رسول ملاقلی‌پور ۱۳۶۳)
- آوای غیب (سعید حاجی‌میری ۱۳۶۳)
- پرواز در شب (رسول ملاقلی‌پور ۱۳۶۵)
- انسان و اسلحه (مجتبی راعی ۱۳۶۸
- در مسلخ عشق (کمال تبریزی ۱۳۷۰) اشاره کرد.

در طرف دیگر جنگ به مدد جلوه‌های ویژه تحرک بیشتری می‌یابد ولی موضوع داستان و پایان آن کاملاً مشخص است. فیلم‌هایی مانند 
- بلمی به سوی ساحل (رسول ملاقلی‌پور ۱۳۶۴)
- بهار در پاییز (مهدی فخیم‌زاده ۱۳۶۶)
- کانی مانگا (سیف‌الله داد ۱۳۶۷)
- عقاب‌ها (ساموئل خاچیکیان ۱۳۶۴)
- افق (رسول ملاقلی‌پور ۱۳۶۷)
- عروسی خوبان (محسن مخملباف ۱۳۶۷)
- دیده‌بان (ابراهیم حاتمی‌کیا ۱۳۶۷)
- دندان مار (مسعود کیمیایی ۱۳۶۸)
- مهاجر (ابراهیم حاتمی‌کیا ۱۳۶۸)
- در کوچه‌های عشق (خسرو سینایی ۱۳۶۹)
- بازی بزرگان (کامبوزیا پرتوی ۱۳۶۹)
- باشو، غریبه کوچک (بهرام بیضایی ۱۳۶۹)

نمونه‌های موفق این نوع سبک‌ها در زمان جنگ هستند. در طول سالهای جنگ دوربین‌های سینماگران روی صحنه‌های جنگی بیشتر ذوم کردند و اگر گاهی هم گوشه چشمی به پشت جبهه داشت بازهم بیشتر می‌خواستند، میدان جنگ را نشان دهد.

## دهه ۷۰
خاتمه جنگ دوران تازه‌ای را برای فیلم‌های تازه دفاع مقدس و جنگی رقم زد. به فیلم‌هایی که در این دوران ساخته می‌شوند می‌توان گفت که به نوعی توانسته‌اند هم به جبهه و هم به پشت جبهه بپردازند یعنی در واقع جنگ را در پشت خاکریزها هم نشان داده‌اند، که می‌توان به فیلم‌های: 

آژانس شیشه‌ای

| ر. | نام اثر         | سال  | کارگردان          | م. |
| -- | --------------- | ---- | ----------------- | -- |
| ۱  | عملیات کرکوک    | ۱۳۷۰ | جمال شورجه        |    |
| ۲  | هور در آتش      | ۱۳۷۰ | عزیزالله حمیدنژاد |    |
| ۳  | از کرخه تا راین | ۱۳۷۱ | ابراهیم حاتمی‌کیا  |    |
| ۴  | سجاده آتش       | ۱۳۷۲ | احمد مراد پور     |    |
| ۵  | جنگ نفت‌کش‌ها     | ۱۳۷۲ | محمد بزرگ‌نیا      |    |
| ۶  | آخرین شناسایی   | ۱۳۷۲ | علی شاه‌حاتمی      |    |
| ۷  | حمله به اچ۳     | ۱۳۷۳ | شهریار بحرانی     |    |
| ۸  | کیمیا           | ۱۳۷۳ | احمدرضا درویش     |    |
| ۹  | سفر به چزابه    | ۱۳۷۴ | رسول ملاقلی‌پور    |    |
| ۱۰ | بوی پیراهن یوسف | ۱۳۷۴ | ابراهیم حاتمی‌کیا  |    |
| ۱۱ | دکل             | ۱۳۷۴ | عبدالحسن برزیده   |    |
| ۱۲ | لیلی با من است  | ۱۳۷۴ | کمال تبریزی       |    |
| ۱۳ | مردی شبیه باران | ۱۳۷۵ | سعید سهیلی        |    |
| ۱۴ | سرزمین خورشید   | ۱۳۷۵ | احمدرضا درویش     |    |
| ۱۵ | برج مینو        | ۱۳۷۵ | ابراهیم حاتمی کیا |    |
| ۱۶ | آژانس شیشه‌ای    | ۱۳۷۶ | ابراهیم حاتمی‌کیا  |    |
| ۱۷ | یورش            | ۱۳۷۶ | محسن محسنی‌نسب     |    |
| ۱۸ | پنجه در خاک     | ۱۳۷۶ | ایرج قادری        |    |
| ۱۹ | براده‌های خورشید | ۱۳۷۶ |                   |    |
| ۲۰ | هیوا            | ۱۳۷۷ | رسول ملاقلی‌پور    |    |
| ۲۱ | روبان قرمز      | ۱۳۷۷ | ابراهیم حاتمی‌کیا  |    |
| ۲۲ | متولد ماه مهر   |      | احمدرضا درویش     |    |
| ۲۳ | تخته سیاه       | ۱۳۷۸ | سمیرا مخملباف     |    |

## دهه ۸۰

دوئل

اتوبوس شب

از دهه ۸۰ تا به حال سینمای دفاع مقدس با فیلم‌های متفاوت تری روبرو بوده‌است، گرچه اصل سینمای دفاع مقدس در فیلم‌ها دنبال می‌شود. از دهه ۸۰ تولید و ساخت فیلم‌های ژانر دفاع مقدس با افت روبرو بوده‌است اما از این دهه به سینمای دفاع مقدس آثارها با پختگی بیشتری ساخته شده‌است.
| ر. | نام اثر                   | سال  | کارگردان          | م. |
| -- | ------------------------- | ---- | ----------------- | -- |
| ۱  | عیسی می‌آید                | ۱۳۸۰ | علی ژکان          |    |
| ۲  | ترکش‌های صلح               | ۱۳۸۰ | علی شاه‌حاتمی      |    |
| ۳  | نغمه (فیلم)               | ۱۳۸۰ | ابوالقاسم طالبی   |    |
| ۴  | آوازهای سرزمین مادری‌ام    | ۱۳۸۱ | بهمن قبادی        |    |
| ۵  | دیوانه‌ای از قفس پرید      | ۱۳۸۱ | احمدرضا معتمدی    |    |
| ۶  | اشک سرما                  | ۱۳۸۲ | عزیزالله حمیدنژاد |    |
| ۷  | خداحافظ رفیق (اپیزود اول) | ۱۳۸۲ |                   |    |
| ۸  | خداحافظ رفیق (اپیزود دوم) | ۱۳۸۲ |                   |    |
| ۹  | خداحافظ رفیق (اپیزود سوم) | ۱۳۸۲ |                   |    |
| ۱۰ | دوئل                      | ۱۳۸۲ | احمدرضا درویش     |    |
| ۱۱ | طبل بزرگ زیر پای چپ       | ۱۳۸۳ | کاظم معصومی       |    |
| ۱۲ | لاک‌پشت‌ها هم پرواز می‌کنند  | ۱۳۸۳ | بهمن قبادی        |    |
| ۱۳ | گیلانه                    | ۱۳۸۳ | رخشان بنی‌اعتماد   |    |
| ۱۴ | شب بخیر فرمانده           | ۱۳۸۴ | انسیه شاه‌حسینی    |    |
| ۱۵ | به نام پدر                | ۱۳۸۴ | ابراهیم حاتمی‌کیا  |    |
| ۱۶ | اتوبوس شب                 | ۱۳۸۵ | کیومرث پوراحمد    |    |
| ۱۷ | پاداش سکوت                | ۱۳۸۵ | مازیار میری       |    |
| ۱۸ | روز سوم                   | ۱۳۸۵ | محمدحسین لطیفی    |    |
| ۱۹ | میم مثل مادر              | ۱۳۸۵ | رسول ملاقلی‌پور    |    |
| ۲۰ | اخراجی‌ها                  | ۱۳۸۶ | مسعود ده‌نمکی      |    |
| ۲۱ | فرزند خاک                 | ۱۳۸۶ | محمدعلی‌آهنگر      |    |
| ۲۲ | اخراجی‌ها ۲                | ۱۳۸۷ | مسعود ده‌نمکی      |    |
| ۲۳ | نفوذی                     | ۱۳۸۷ | احمد کاوری        |    |
| ۲۴ | شب واقعه                  | ۱۳۸۷ | شهرام اسدی        |    |
| ۲۵ | بدرود بغداد               | ۱۳۸۸ | مهدی نادری        |    |
| ۲۶ | سیزده ۵۹                  | ۱۳۸۹ | سامان سالور       |    |

## دهه ۹۰

تنگه ابوقریب

| ر. | نام اثر               | سال  | کارگردان          | م.     |
| -- | --------------------- | ---- | ----------------- | ------ |
| ۱  | ضد گلوله              | ۱۳۹۰ | مصطفی کیایی       |        |
| ۲  | ملکه                  | ۱۳۹۰ | محمدعلی باشه‌آهنگر |        |
| ۳  | روزهای زندگی          | ۱۳۹۰ | پرویز شیخ‌طادی     |        |
| ۴  | دلتنگی‌های عاشقانه     | ۱۳۹۱ | رضا اعظمیان       |        |
| ۵  | میهمان داریم          | ۱۳۹۱ | محمدمهدی عسگرپور  |        |
| ۶  | چ                     | ۱۳۹۲ | ابراهیم حاتمی‌کیا  | [ ۹ ]  |
| ۷  | شیار ۱۴۳              | ۱۳۹۲ | نرگس آبیار        | [ ۱۰ ] |
| ۸  | ایستاده در غبار       | ۱۳۹۴ | محمدحسین مهدویان  | [ ۱۱ ] |
| ۹  | ویلایی‌ها              | ۱۳۹۵ | منیر قیدی         |        |
| ۱۰ | آباجان                | ۱۳۹۵ | هاتف علیمردانی    |        |
| ۱۱ | ماجرای نیمروز         | ۱۳۹۵ | محمدحسین مهدویان  | [ ۱۲ ] |
| ۱۲ | تنگه ابوقریب          | ۱۳۹۶ | بهرام توکلی       | [ ۱۳ ] |
| ۱۳ | سرو زیر آب            | ۱۳۹۶ | محمدعلی باشه‌آهنگر |        |
| ۱۴ | بمب؛ یک عاشقانه       | ۱۳۹۶ | پیمان معادی       | [ ۱۴ ] |
| ۱۵ | ماجرای نیمروز: رد خون | ۱۳۹۷ | محمدحسین مهدویان  | [ ۱۵ ] |
| ۱۶ | ۲۳ نفر                | ۱۳۹۷ | مهدی جعفری        | [ ۱۶ ] |
| ۱۷ | آبادان یازده ۶۰       | ۱۳۹۸ | مهرداد خوشبخت     |        |
| ۱۸ | درخت گردو             | ۱۳۹۸ | محمدحسین مهدویان  | [ ۱۷ ] |
| ۱۹ | یدو                   | ۱۳۹۹ | مهدی جعفری        | [ ۱۸ ] |
| ۲۰ | تک‌تیرانداز            | ۱۳۹۹ | علی غفاری         | [ ۱۹ ] |
| ۲۱ | منصور                 | ۱۳۹۹ | سیاوش سرمدی       |        |

## دهه ۱۴۰۰

موقعیت مهدی

| ر. | نام اثر      | سال  | کارگردان          | م.     |
| -- | ------------ | ---- | ----------------- | ------ |
| ۱  | موقعیت مهدی  | ۱۴۰۰ | هادی حجازی‌فر      | [ ۲۰ ] |
| ۲  | اتاقک گلی    | ۱۴۰۱ | محمد عسگری        |        |
| ۳  | سینما متروپل | ۱۴۰۱ | محمدعلی باشه‌آهنگر |        |
| ۴  | شماره ۱۰     | ۱۴۰۱ | حمید زرگرنژاد     |        |
| ۵  | غریب         | ۱۴۰۱ | محمدحسین لطیفی    |        |
| ۶  | آسمان غرب    | ۱۴۰۳ | محمد عسگری        |        |
| ۷  | صیاد         | ۱۴۰۳ | جواد افشار        |        |

## پرفروش‌ترین و پر تماشاگرترین‌ها
دهه ۸۰
- اخراجی‌ها و اخراجی‌ها ۲: نخستین فیلم دفاع مقدس و دومین اثر که پس از فیلم آتش‌بس توانست رکورد میلیاردی را قاطعانه از آن خود کند اخراجی‌ها اولین ساخته مسعود ده‌نمکی بود. این فیلم بعد از لیلی با من است دومین فیلم مهم سینمایی دفاع مقدس می‌باشد که به جنگ با زاویه طنز می‌نگرد.

دهه ۷۰
- آژانس شیشه‌ای: ساختهٔ ابراهیم حاتمی‌کیا، در فضای ملتهب سیاسی آن سال‌ها، فیلمی جنجال‌آفرین بود. فیلم پس از موفقیت در جشنواره فجر سال ۱۳۷۶ به اکران درآمد و مورد استقبال مردم قرار گرفت. سومین فیلم پرفروش سال ۱۳۷۷ ایران با رقمی حدود ۳۰۰ میلیون تومان فروخت و باعث شد جایگاه حاتمی‌کیا در سینمای ایران بیشتر از گذشته به تثبیت برسد.

دهه ۶۰

عقاب‌ها

- عقاب‌ها: ساختهٔ ساموئل خاچیکیان، پرتماشاگرترین فیلم دفاع مقدس سینمای ایران که در بهترین زمان ممکن ساخته شد و به نمایش درآمد. استفاده از بازیگران محبوب و توانمند در کنار ریتم پرکشش فیلم، فیلمنامه جذاب و پرداخت مناسب همه دلایلی بود که موجب شد، فیلم به مذاق تماشاگر خوش آید و صف‌های طولانی در کنار سینماهای نمایش‌دهنده عقاب‌ها پدید آمد. هرچند فقر از سر و روی فیلم می‌بارید و در تمامی صحنه‌های پرواز هواپیماها، جنگ هوایی با استفاده از فیلم‌های مستند روی میز مونتاژ ساخته شد اما عقاب‌ها، با ۱۶ میلیون تومان فروش در اکران اول تهران، در حالی که ۳۰ درصد جمعیت ۶ میلیونی تهران فیلم را دیدند، پرفروش‌ترین فیلم سال ۱۳۶۴ لقب گرفت.
- کانی مانگا ساختهٔ سیف‌الله داد، نسبت به عقاب‌ها دارای مونتاژ و صحنه‌های بهتری بود اما نتوانست رکورد فروش آن فیلم را جابه‌جا کند. در کانی‌مانگا صحنه‌های هوایی بر خلاف عقاب‌ها روی میز مونتاژ ساخته نشد و برای اولین بار در سینمای ایران، صحنه‌های نبرد هلیکوپتر بازسازی شد. پرفروش‌ترین فیلم سال ۱۳۶۷ با رقمی نزدیک به ۱۲ میلیون تومان که در اکران شهرستان‌ها هم بسیار موفق بود، تا سال‌های سال اکران می‌شد و می‌فروخت. این فیلم را نزدیک به یک میلیون نفر تماشا کردند.
- افق ساخته رسول ملاقلی‌پور، یک فیلم جنگی خوش‌ساخت بود. جلوه‌های ویژه در افق، اهمیت بسزایی داشت. در این فیلم از انفجارهای پیاپی به کار برده شد. دومین فیلم پرفروش ایران در سال ۱۳۶۸ که یک میلیون نفر آن را تماشا کردند، با رقمی حدود ۱۶ میلیون تومان و پرفروش‌ترین فیلم همین سال در اکران شهرستان‌ها متعلق به همین فیلم است.

## کارگردانان صاحب سبک
رسول ملاقلی‌پور، کمال تبریزی، ابراهیم حاتمی‌کیا، سیف‌الله داد، احمدرضا درویش، محمدعلی باشه‌آهنگر، کیومرث پوراحمد، بهزاد بهزادپور، روح‌الله سهرابی و علی شاه‌حاتمی از جمله کارگردان‌های پرکار و صاحب سبک سینمای دفاع مقدس هستند.